# Quality & Quantity
Quality & Quantity è una rivista accademica internazionale, fondata nel 1966 e diretta ininterrottamente dal professor Vittorio Capecchi dell'Università di Bologna.
I primi numeri 32 volumi (dal 1967 al 2002)  furono editi con il sottotitolo European journal of methodology dalla casa editrice Marsilio di Padova e da il Mulino di Bologna
e poi dalla Kluwer Academic  , ora, come International Journal of Methodology dall'editore Springer Science+Business Media B.V. entrambe di Dordrecht (Olanda).
Nel 1990 Capecchi ha scelto come condirettore il professor Massimo Buscema, attuale direttore del Semeion Centro Ricerche di Scienze della Comunicazione  di Roma, per le sue competenze sulle reti neurali artificiali.
È una rivista che correla i modelli matematici e statistici di classificazione applicati nei campi della sociologia, l'economia e la psicologia sociale. La rivista adotta il processo di revisione double blind peer review degli articoli.